# Meister von Rieux

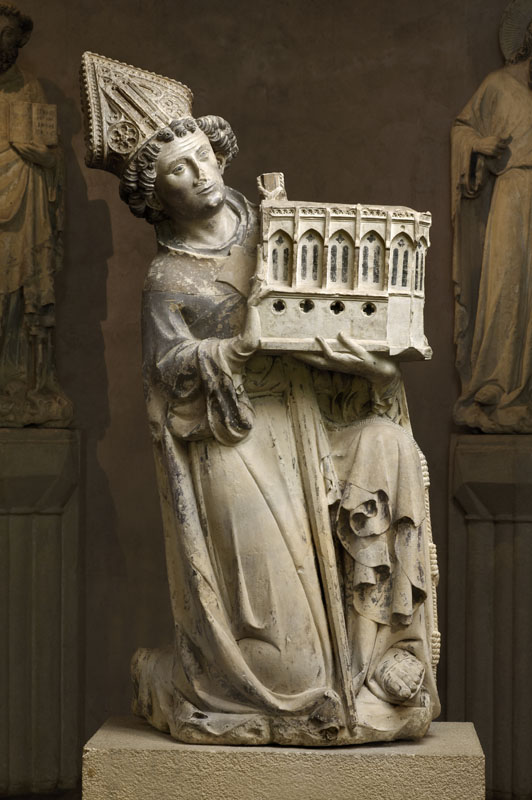
Maître de Rieux: Skulptur von Jean Tissandier, Stifter der Kapelle von Notre-Dame de Rieux, Frankreich, 14. Jahrhundert, Musée des Augustins, Toulouse

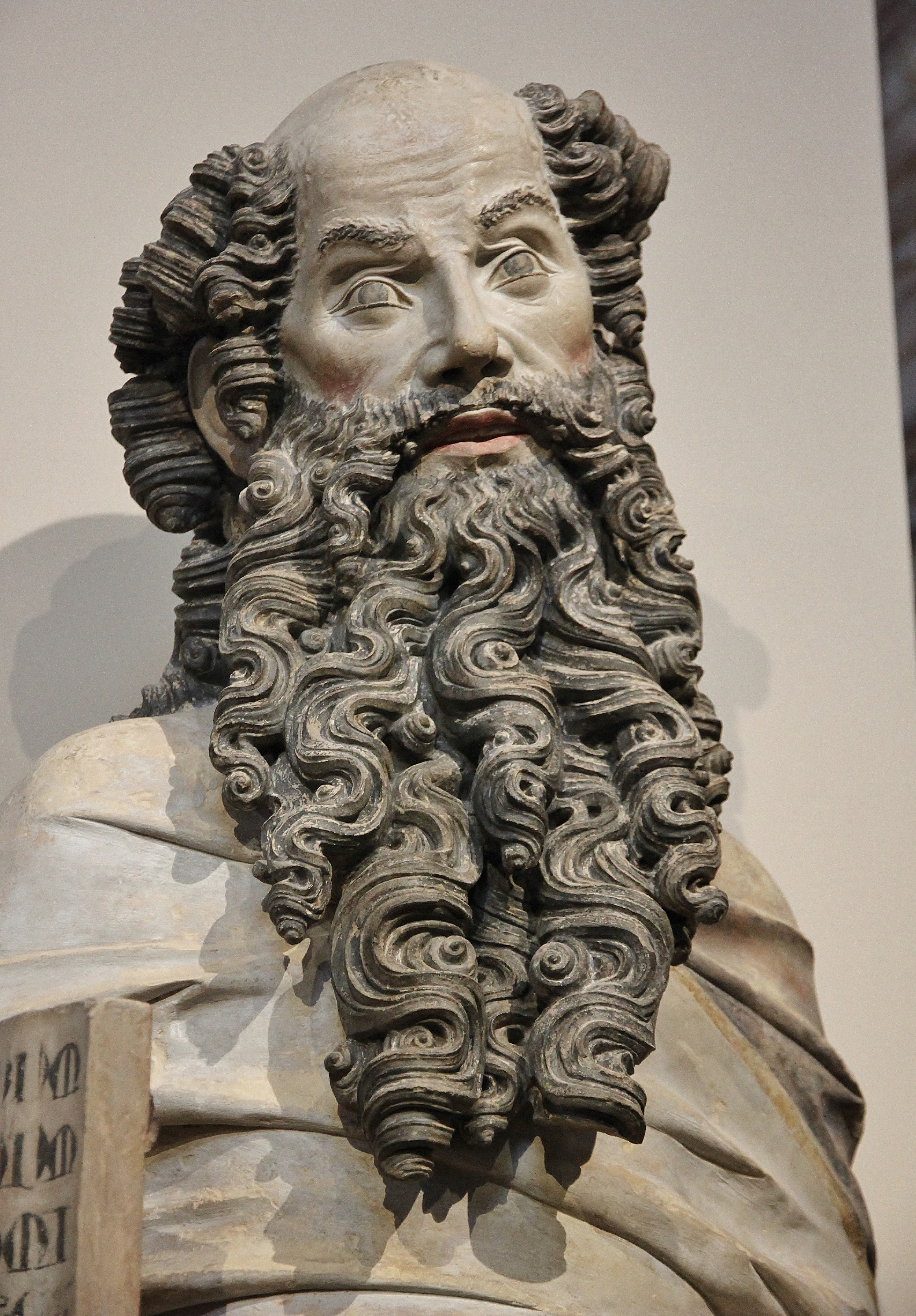

Als Meister von Rieux (französisch Maitre de Rieux) wird ein gotischer Bildhauer im Frankreich des 14. Jahrhunderts bezeichnet. Er war zwischen 1330 und 1350 im Südwesten in der Gegend um Rieux-Volvestre bei Toulouse tätig. Der namentlich nicht bekannte Künstler erhielt seinen Notnamen nach einem Zyklus von Skulpturen, den er für die Marienkapelle des Franziskanerklosters in Toulouse geschaffen hat. Diese wurde von Jean Tissandier gestiftet, der von 1324 bis 1348 Bischof des Bistums Rieux mit Sitz in Rieux-Volvestre war.
Vom Zyklus in Toulouse blieben 18 Figuren erhalten, davon finden sich sechzehn im Musée des Augustins in Toulouse und zwei im Musée Bonnat-Helleu in Bayonne. Auch das vom Meister geschaffene Grabmal von Jean Tissandier ist im Musée des Augustins erhalten.
Dem Meister von Rieux werden zahlreiche weitere Arbeiten in der Gegend um Toulouse und dem Languedoc zugeschrieben. Er gilt als der bedeutendste gotische Bildhauer des 14. Jahrhunderts in der Region, sein stilistischer Einfluss kann bis weit in die im Süden angrenzenden Regionen verfolgt werden.
Typisch für den Stil des Meisters sind eine detaillierte Darstellung von Haar- und Bartwuchs sowie der realistische Faltenwurf der Kleidung seiner Figuren.

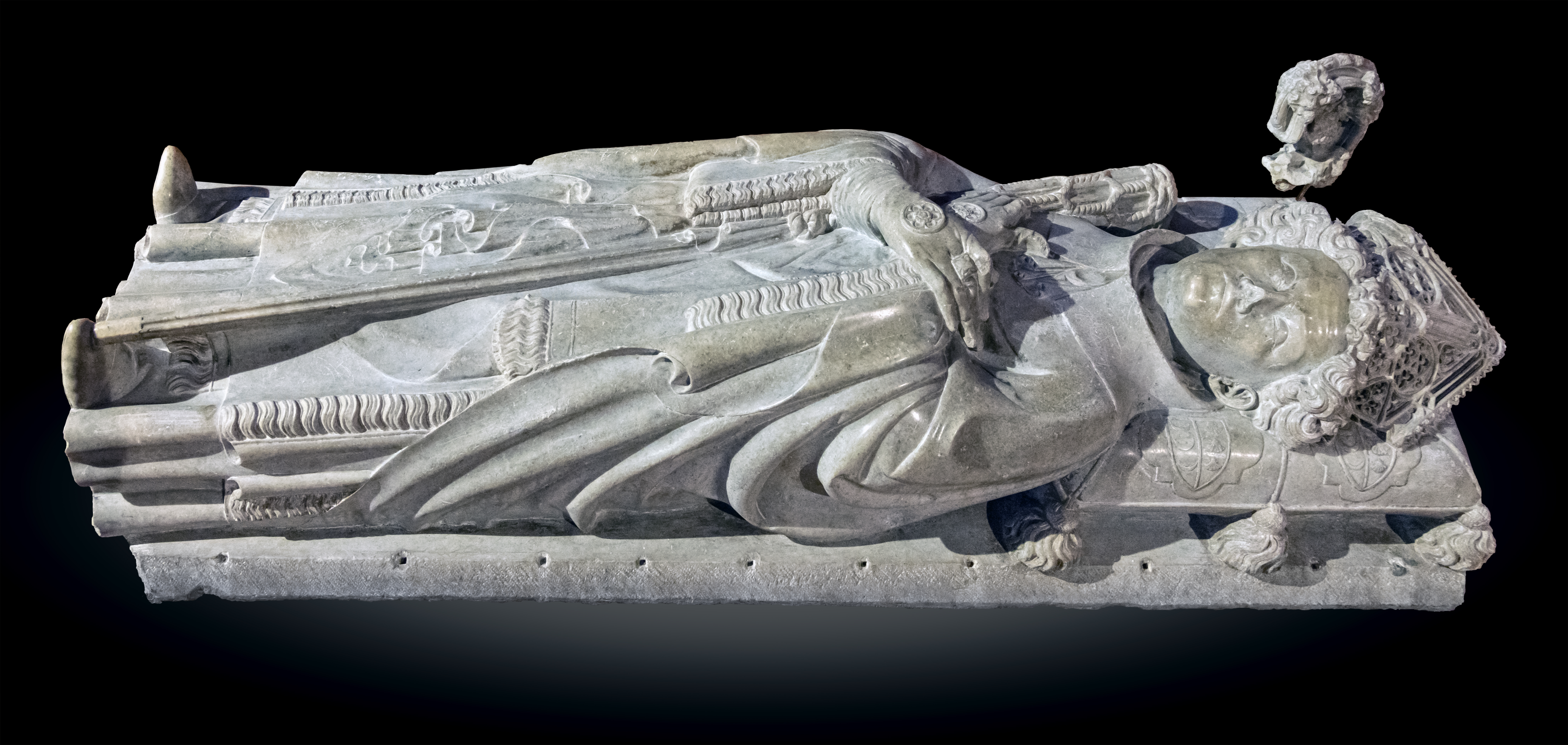
Grabmal von Jean Tissandier